# 국립부여박물관
국립부여박물관(國立扶餘博物館)은 국립중앙박물관의 소속기관이다. 1975년 8월 20일 발족하였으며, 충청남도 부여군 부여읍 금성로 5에 위치하고 있다. 관장은 학예연구관으로 보한다.

## 연혁
- 1929년 2월 : 재단법인 부여고적보존회 창립
- 1939년 4월 : 조선총독부박물관 부여분관 설치
- 1945년 8월 : 국립박물관 부여분관으로 개편
- 1974년 9월 : 부소산 신관 개관
- 1975년 8월 : 국립부여박물관으로 개편
- 1993년 8월 : 현재 장소로 이전 개관
- 2005년 12월 : 보존과학관 증축

## 조직

### 관장
- 기획운영과[2]
- 학예연구실[3]

## 소장품

국립부여박물관에 전시 중인 칠지도 모사품

2016년 12월 31일 기준 소장품 현황은 다음과 같다.
| 금속    | 토제     | 도자기  | 석      | 유리 보석 | 초제 | 나무  | 골각 패갑 | 지   | 피모 | 사직 | 종자 | 기타 | 계       |
| ------- | -------- | ------- | ------- | --------- | ---- | ----- | --------- | ---- | ---- | ---- | ---- | ---- | -------- |
| 4,265건 | 22,872건 | 4,797건 | 2,522건 | 245건     | 33건 | 227건 | 6건       | 10건 | 1건  | 9건  | 13건 | -    | 35,000건 |
| 8,424점 | 32,963점 | 6,226점 | 3,457점 | 1,736점   | 33점 | 270점 | 25점      | 10점 | 2점  | 11점 | 15점 | -    | 53,172점 |

## 갤러리

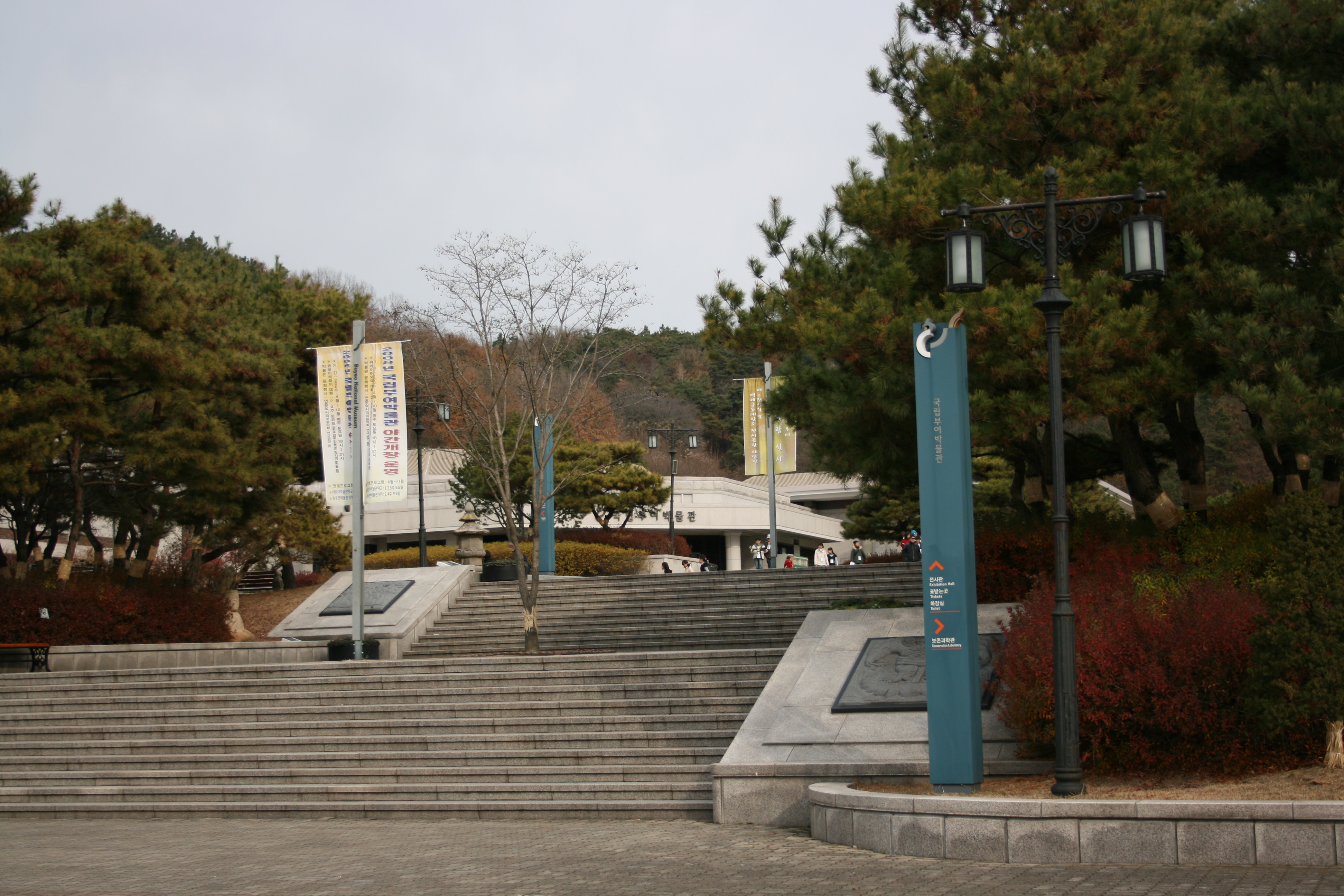
진입 입구
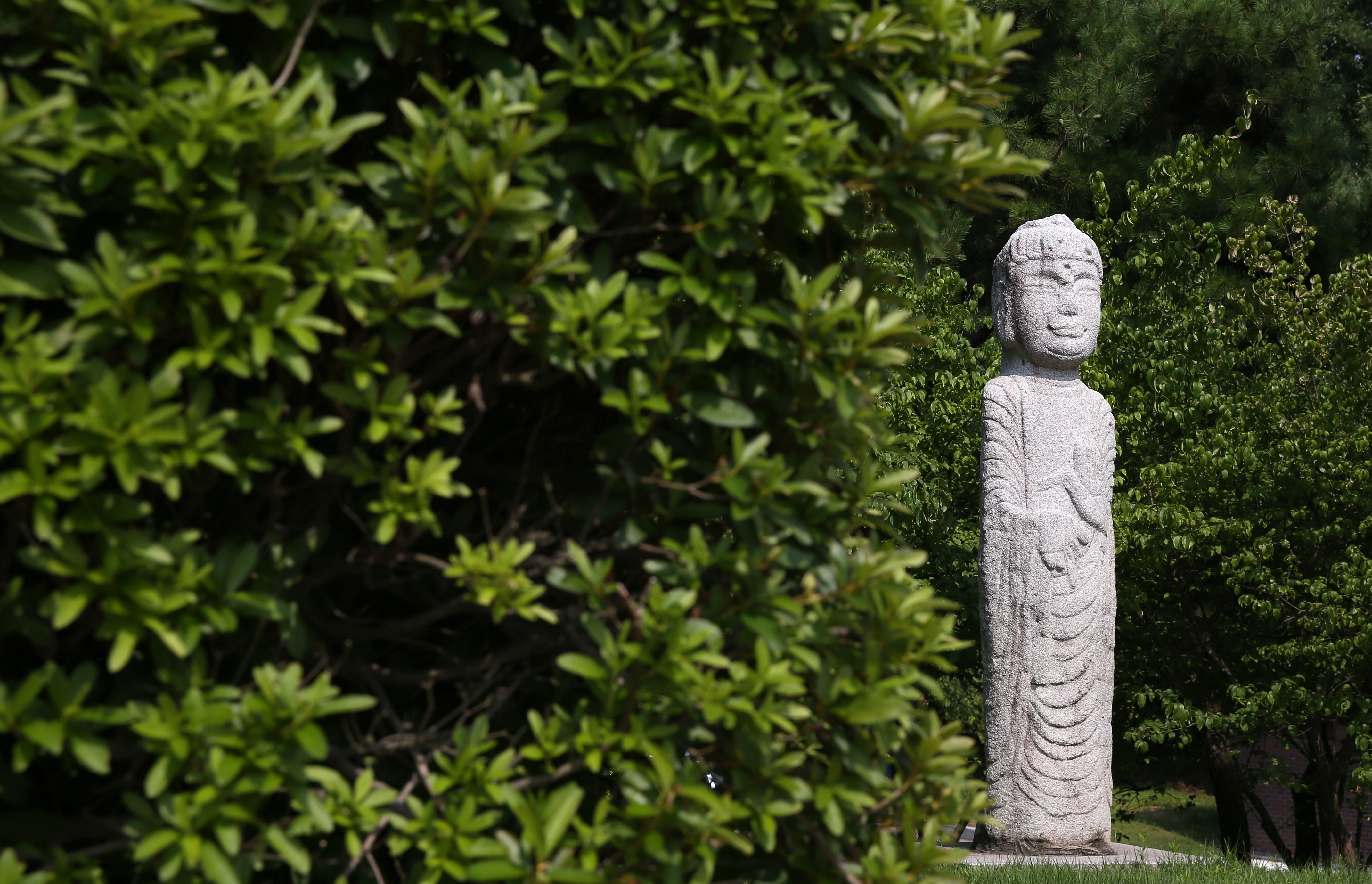
석상
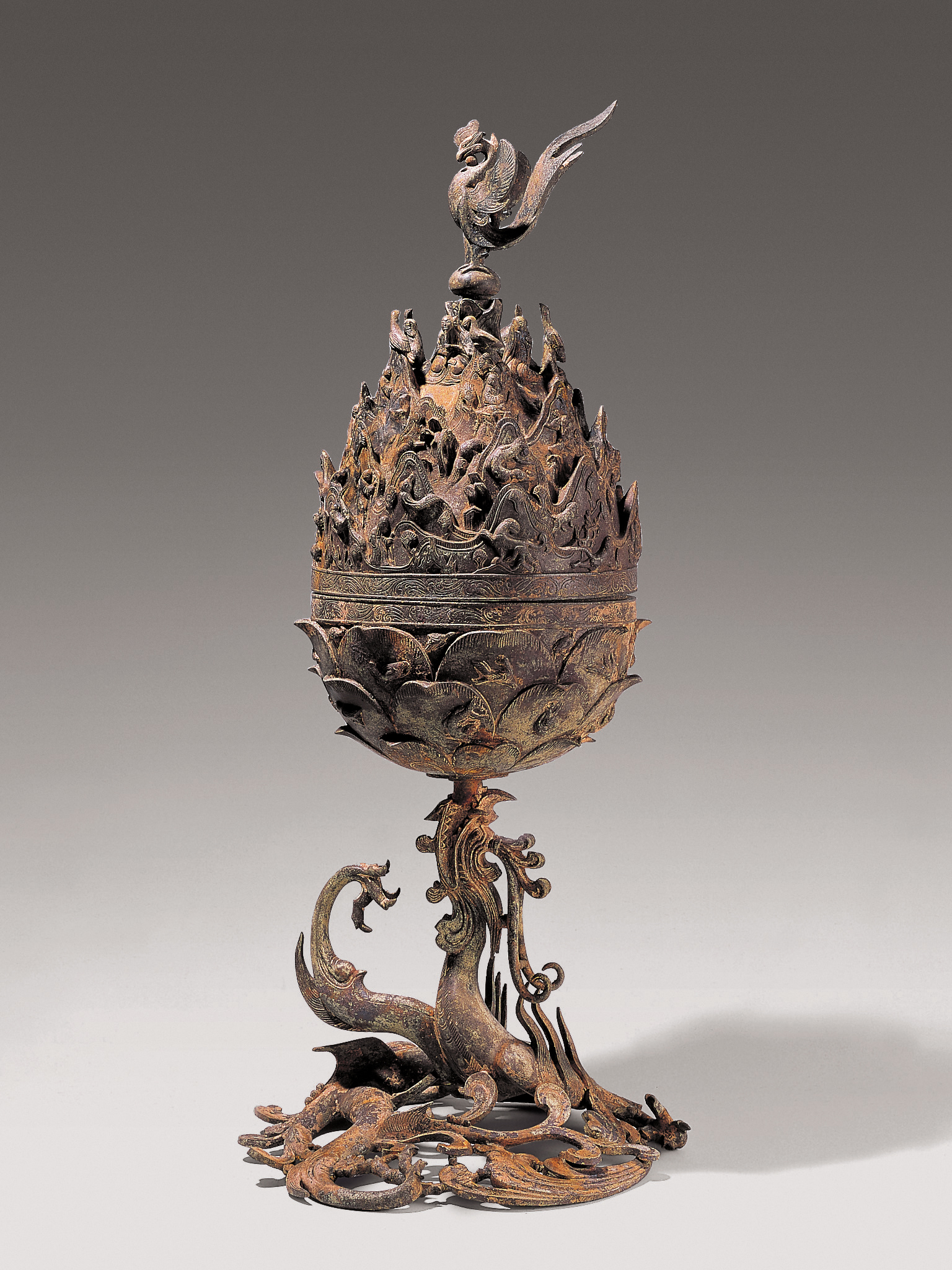
백제 금동대향로

## 같이 보기
- 대한민국의 박물관과 미술관 목록
- 대한민국의 국립 박물관 목록